# MSN Messenger
For den nuværende instant messaging klient til Microsoft Windows, se Windows Live Messenger.
MSN Messenger er en freeware instant messaging klient, der blev udviklet og udgivet af Microsoft fra 1999 til 2005, og i 2007 til computere der kører med Microsoft Windows operativsystem (med undtagelse af Windows Vista), og henvender sig til hjemmebrugere. I februar 2006 fik den dog et nyt navn, Windows Live Messenger, som del af Microsofts Windows Live serie af online services og software.
Den 6. november 2012 annoncerede Microsoft, at Windows Live Messenger ville blive nedlagt til fordel for Skype, som Microsoft nu vælger at satse på. Nedlæggelsen gælder hele verden, med undtagelse af visse dele af Kina. Brugere vil have mulighed for at fusionere deres Microsoft-brugere og kontakter med deres Skype-brugere indtil det første kvartal af 2013. 
MSN Messenger bruges ofte som reference til .NET Messenger Service (protokolerne og serverne der tillader at systemet virker) i stedet for en speciel klient.

## Oversigt
Hovedsageligt bruges denne software til instant messaging, men andre funktioner der nu er inkluderet som standart understøtter stemmesamtale, webcam, (MSN Messenger 7.0 og senere udgivelser understøtter fuldskærms lyd og video samtaler,) filoverførsel, og indbyggede to-spiller online spil så som Dam (brætspil). MSN Messenger tillader også brug af grafiske emoticons, (også kaldet smileys,) Flash animationer kaldet for "Blink", animerede displaybilleder, og stylet tekst. Derudover kan man få adgang til endnu flere ting, hvis man installere tredjeparts add-ons.
Macintosh burgere har en anden udgave af Messenger end Windows brugere, kaldet Microsoft Messenger for Mac. Version 5.0 blev udgivet flere måneder efter MSN Messenger 7.0, men tilbød ikke understøttelse af hverken stemmesamtale, webcam, online spil, og samt andre funktioner der allerede er inkluderet, og populære, i Windows versionen. Microsoft udgave senere version 6.0, der heller ikke indeholdt understøttelse af lyd, video, og andre funktioner. Microsofts Macintosh Business Unit har dog annonceret at de har til hensigt at lave en Macintosh version 7.0 med understøttelse af lyd og video funktionerne.
I August 2004 introducerede Microsoft en browser-baseret version af MSN Messenger klienten, der kan bruges af alle computere der har en kompatibel browser og adgang til Internettet, uden behov for at Messenger softwaren allerede er installeret. Denne 'Web-messenger' er dog en meget begrænset udgave, og kan kun bruges til chat. Det er også muligt at bruge Messenger Servicen på en mobiltelefon ved hjælp af Microsofts MSN Mobile service. Endnu engang har Microsoft dog valgt ikke at tillade deres browser-baserede klient at køre på Mac platformen.
Der findes en stor mængde grupper af tredjeparts udviklere, der laver add-ons for at udvide MSN Messengers funktionsmuligheder.
Tidligere kunne man maximalt have 300 kontaktpersoner, men denne grænse er dog blevet hævet til 600 i 2006.

## Version Oversigt

### MSN Messenger 1 (1.0.0863)
Den allerførste version blev udgivet d. 22. juli 1999. Den inkluderede kun de mest basale funktioner, så som almindelig tekstbeskeder og en simpel kontaktliste.
Da MSN Messenger først blev udgivet understøttede den adgang til America Onlines AIM Network. America Online blev ved med at forsøge at blokere Microsoft fra at have adgang til deres service, indtil understøttelsen blev fjernet. Siden da, er den ikke vendt tilbage i senere versioner af softwaren. Nu understøttes der kun adgang til .NET Messenger Servicen, hvilket kræver en Microsoft Passport Network bruger for at kunne tilsluttes, samt begrænset kontakt med Yahoo Messenger.

### MSN Messenger 2 (2.0.0083)
Udgivet d. 16. november 1999. Inkludere en skiftende reklamebanner, samt evnen til delvis at kunne skifte udseendet af ens chatvindue. Den blev også udgivet til Mac.

### MSN Messenger 3 (3.0.0080)
Udgivet d. 29. maj 2000. Inkludere understøttelse af filoverførsel, samt PC-til-PC og PC-til-Telefon lyd kompatibilitet med Net2Phone, en af de første VoIP udgivere.

### MSN Messenger 4.6
Udgivet d. 23. oktober 2001. Indeholder større ændringer i brugergrænsefladen, evnen til at gruppere sine kontaktpersoner, og understøttelse af stemmesamtale.
MSN Messenger 4.6 var baseret på Windows Messenger 4.0 og virkede kun med Windows 9x, ME, NT og 2000. Windows Messenger fulgte med Windows XP.

### MSN Messenger 5
Udgivet d. 24. oktober 2002. Indeholder understøttelse af UPnP baseret filoverførsel, samt mindre ændringer af brugergrænsefladens grafik. Dette var den første version der kunne kører ved siden af Windows Messenger i Windows XP, og også den første version med et Windows Media Player interface plug-in. MSN Messenger 5 virker ikke længere med operativsystemer ældre end Windows 95.

### MSN Messenger 6
Udgivet d. 17. juli 2003. MSN Messenger 6 indeholdt større ændringer af hele softwaren. Den opgraderede sin simple tekst-baserede grænseflade til at inkludere brugerdefinerbare elementer så som emoticons, personlige avatars, og baggrunde.

### MSN Messenger 6.1
Udgivet d. 23. oktober 2003. Denne version fokuserede på samtalevinduet og gav brugere mulighed for at skjule vinduesrammen og menulinjen, samt mulighed for at ændre farvetemaet af vinduet. Farvetemaet kan sættes kan sættes forskelligt for hver kontaktperson. Protokollen blev også opdateret til MSNP version 10.

### MSN Messenger 6.2
Udgivet d. 22. april 2004. Dette var den sidste version in MSN Messenger 6 serien. De mest bemærkelsesværdige ændringer var bedre understøttelse af kommunikation med mobil-brugere (inkludere en speciel Mobile gruppe), en forbindelses fejlfinder, og Launch Site funktionen fik det nye navn Fun & Games.

### MSN Messenger 7.0
Udgivet d. 7. april 2005. Tilføjede muligheden for at sende Blink, hvilket før dette kun var muligt i threedegrees. Denne version reklamere også med ting der kan sælges til dig, så som animerede displaybilleder, emoticons, og baggrunde. Kontaktlistens vindue blev også opdateret til at passe bedre med samtalevinduet. Derudover introducerede denne version også understøttelse Xbox Live Integration funktionen. Dette er den sidste større version til Windows 98 og Windows Me.

#### MSN Messenger 7.0.0820
Udgivet d. 12. september 2007. Denne udgivelse var et resultat af en anmeldt sikkerhedsfejl der blev opdaget i Messenger versioner der er ældre end 8.1. Den fejl "kunne tillade fjernstyringskoder at blive aktiveret når en bruger acceptere en webcam eller video chat invitation fra angriberen. En angriber der succesfuldt udnytter denne fejl i sikkerheden kunne tage fuld kontrol over det pågældende system." Dette gjorde at der blev udgivet en automatisk opdatering til alle MSN Messenger versioner. Brugere med MSN Messenger 7.0 og ældre blev påkrævet at installere denne opdatering, mens 7.5 brugere enten måtte opdatere til WLM 8.1 eller at bruge denne version.

### MSN Messenger 7.5
Udgivet d. 23. august 2005. Introducerede et nyt Passport credentials system. Nye funktioner er de Dynamiske Baggrunde, Stemme Klip, og msnim protokol håndtøren, der tillader hjemmesider at lave et link der automatisk tilføjer en kontakt eller starter en samtale. For eksempel, hvis man klikker på et link msnim:chat?contact=login@passport.net, vil man starte en samtale med login@passport.net. Stemme Klip funktionen tillader at du kan holde F2 nede og optage en besked i maximalt 15 sekunder, og derefter sende det til en kontaktperson. Samtalevinduet blev også ændret en smule, med tilføjelsen af en Video-knappen, og en ny placering af webcam ikonet (under displaybilldedet). Denne version virker på Windows XP og nyere.
Med udgivelsen af version 7.5, begyndte MSN Messenger at bruge Windows Installer til automatisk at opdatere.Når en bruger siger ja til en opdatering lige efter de er logget ind, vil der blive downloadet en MSP-fil der er specifik til at opdatere netop den version til den nyeste, hvilket den gør i baggrunden. Den største patch indtil nu har været på 1.5MB, hvilket er relativt mindre end at downloade hele MSI installationspakken.
Denne version er ikke længere tilgængelig på grund af en sikkerhedsfejl. Brugere der forsøger at bruge denne version vil netop som de logger ind, blive påkrævet at downloade Windows Live Messenger.

### Windows Live Messenger
I Februar 2006 fik MSN Messenger det nye navn Windows Live Messenger, i forbindelse med dens ottende versions udgivelse.

### MSN Web Messenger
MSN Web Messenger er et browser-baseret chat-program, der tillader MSN brugere at sende beskeder til andre personer på deres kontaktliste fra computere der enten ikke har, eller slet ikke kan have, program-versionen installeret (f.eks. offentlige computere). Web Messenger blev udgivet i August 2004 og er praktisk for folk der bruger Internettet uden for deres hjem, eller egne computere der ikke understøtter MSN programmet.
På kontaktlisten over MSN Messenger brugere, vil en bruger der er logget på Web Messenger enten have en lille jordklode som ikon , eller have ordet (Web) efter deres navn, alt efter hvilken version af MSN Messenger der bruges.

## Ekstern henvisning
- MSN Web Messenger Arkiveret 6. marts 2008 hos  Wayback Machine
- Download – MSN Messenger 7.5.0324
- Download – MSN Messenger(Eng)
- Web Messengers Håndbog Arkiveret 28. juni 2013 hos  hos Archive.is(Eng)
- MSN Messenger fejl og løsninger(Eng)